# 冲靈劍法
冲靈劍法是《笑傲江湖》中從小就是青梅竹馬的令狐冲和岳靈珊共創的劍法，這套劍法亦象徵著二人的感情。
冲靈劍法是他們二人在瀑布練劍時所創，他們將瀑布的水力當成敵人的內力，不但要將敵人的內力擋開，還得借力打力，引對方的內力去打他自己。
這套冲靈劍法大部分是由令狐冲所創，不過劍招並不高明，只是當時二人鬧著好玩的消遣，在《笑傲江湖》中也只曾出現了二次。
第一次為岳不羣欲勸誘令狐冲重回華山門下並暗示會考慮將岳靈珊嫁予他而使出，惟令狐冲不捨任盈盈、任我行和向問天，以致使出獨孤九劍剌中了岳不羣的右腕。
第二次為令狐冲和岳靈珊比劍時，令狐冲看見岳靈珊婀娜的身形回想起昔田華山練劍的情景，隨後不自覺使出「青梅如豆」，岳靈珊也不自覺還了「柳葉似眉」。